# San Nicola in gloria
San Nicola in gloria è un dipinto a olio su tela (335x188 cm) di Lorenzo Lotto, databile al 1527-1529 e conservato nella chiesa di Santa Maria dei Carmini a Venezia. 

## Storia
Un'iscrizione alla base dell'altare ricorda che la pala venne commissionata nel 1527 dal guardiano Giovanni Battista Donati e il suo aiutante Giorgio de' Mundis. I due avevano scelto Nicola poiché funzionari in una confraternita dei mercanti, dedicata appunto al santo. Per essa avevano già fatto preparare una cornice in pietra d'Istria. Carlo Ridolfi (1648) vi leggeva ancora la firma e la data "1529", oggi non più rintracciabile. 
Per Lotto si trattava della prima pala d'altare commissionata dopo il suo ritorno a Venezia da Bergamo. Nonostante contenesse numerosi spunti innovativi, nell'ambiente dell'epoca la pala venne accolta malissimo. Ludovico Dolce, il biografo di Tiziano, additò l'opera come "assai notabile sempio di cattivo colorire", senza percepirne la novità dell'invenzione del paesaggio, un notturno modernissimo ripreso dall'alto, a volo d'uccello.

## Descrizione e stile
Seguendo uno schema derivato dalle stampe di Dürer, Lotto impostò al centro il santo in gloria, con un'aureola luminosa che incornicia il volto rivolto verso l'alto, come durante un'ascensione. Attorno a lui si trovano tre angeli, che gli tengono il mantello aperto e reggono gli attributi (mitria, bastone vescovile e le tre palle dorate con cui salvò tre fanciulle povere dalla prostituzione), mentre sotto di lui si vedono san Giovanni Battista, patrono di uno dei committenti, e santa Lucia, della quale si conservava un dente nella chiesa dei Carmini; di essa si vedono gli occhi in una coppa, in basso a destra. I santi hanno gli occhi rivolti al cielo con espressioni patetiche, tipiche dell'intensificazione espressiva di Lotto. Giovanni è particolarmente sensuale, con il fianco nudo, mentre Lucia è avvolta in un panneggio vaporoso e dai riflessi cangianti, derivanti dall'influenza della scuola bergamasca. Nicola è al centro di direttrici orizzontali e verticali, con una statuaria monumentalità nella sua figura. 
In basso si dispiega uno straordinario paesaggio, con una natura inquietante che incombe su un'insenatura sul mare, con un porto, sferzata dal maltempo. Il paesaggio, che sembra uscito dal pennello di Patinir (del quale si conservavano alcune opere a Venezia nella collezione del cardinale Grimani), mostra tutta l'influenza della scuola danubiana. Il piccolo san Giorgio che uccide il drago venne pure inserito per omaggiare uno dei due committenti.
Il tono della pala è magniloquente e ambizioso. Molto originale è l'intonazione dei colori, basata sui toni freddi accostati in maniera dissonante, dal violetto all'arancio, dal verde turchese al blu intenso del cielo cupo di sfondo.